# Echis ocellatus
Espèce
Synonymes
- Echis carinatus ocellatus Stemmler, 1970

Echis ocellatus est une espèce de serpents de la famille des Viperidae. 

## Répartition
Cette espèce se rencontre en Mauritanie, au Sénégal, en Gambie, au Mali, en Guinée, en Côte d'Ivoire, au Burkina Faso, au Ghana, au Togo, au Bénin, au Nigeria, au Niger, au Cameroun, au Tchad et en République centrafricaine.

## Description
C'est un serpent venimeux ovipare.

## Venin
Son venin principalement hémotoxique conduit souvent à des complications rénales. C'est le serpent qui provoque le plus de mortalité par morsure de serpent au Sénégal.

## Étymologie
Cette espèce est nommée en raison des ocelles parsemant sa livrée.

## Publication originale
- Stemmler, 1970 : Die Sandrasselotter aus West-Africa: Echis carinatus ocellatus subsp. nov. (Serpentes, Viperidae). Revue suisse de zoologie, vol. 77, no 2, p. 273-282 (texte intégral).